# Antholing
Das Pfarrdorf Antholing ist der größte Ortsteil der Gemeinde Baiern im Landkreis Ebersberg in Oberbayern. 

## Lage
Der Ort liegt 5 Kilometer südöstlich von Glonn.

## Geschichte
Im Jahr 1818 entstand mit dem Gemeindeedikt die heutige Gemeinde Baiern, zu der Antholing gehört. Die katholische Expositurkirche St. Jakobus in Antholing ist ein neubarocker, zentralisierender Saalbau mit stark eingezogenem Polygonalchor, seitlichen Apsiden und Westturm mit Spindelhelm, der von Johann Baptist Schott 1910/11 erbaut wurde. Die seit 1830 bestehende Volksschule Baiern in Antholing verlor 1975 ihre Selbstständigkeit und wurde in den Schulverband Glonn eingegliedert.

## Baudenkmäler
Siehe: Liste der Baudenkmäler in Antholing